# كارلو جيوفري
كارلو جيوفري (بالإيطالية: Carlo Giuffré)‏ (و. 1928 – 2018 م) هو ممثل، ومؤدي أصوات، وكاتب سيناريو، وممثل مسرحي إيطالي، ولد في نابولي، توفي في روما، عن عمر يناهز 90 عاماً.

## التعليم
تعلم في أكاديمية سيلفيو داميكو الوطنية للفنون المسرحية ‏.

## جوائز
حصل على جوائز منها:
- وسام استحقاق الجمهورية الإيطالية (2006)
- جائزة ديفيد دي دوناتيلو عن فئة أفضل ممثل ثانوي [الإنجليزية]‏ (1983).

## وصلات خارجية
- كارلو جيوفري على موقع IMDb (الإنجليزية)
- كارلو جيوفري على موقع قاعدة بيانات الأفلام العربية
- كارلو جيوفري على موقع ألو سيني (الفرنسية)
- كارلو جيوفري على موقع أول موفي (الإنجليزية)
- كارلو جيوفري على موقع قاعدة بيانات الأفلام السويدية (السويدية)
- كارلو جيوفري على موقع ديسكوغز (الإنجليزية)
- كارلو جيوفري على موقع قاعدة بيانات الفيلم (الإنجليزية)
- كارلو جيوفري على موقع كينوبويسك (الروسية)